# Peñarroya-Pueblonuevo
Peñarroya-Pueblonuevo er en by og kommune i det sydlige Spanien i provinsen Córdoba. Den har et indbyggertal på 10.289 (2024) indbyggere.